# Alpine GT4
La Alpine GT4 era un'autovettura sportiva prodotta dal 1962 al 1969 dalla casa automobilistica francese Alpine (o Alpine-Renault).

## Storia e profilo
La GT4, nata nel 1962, era una versione ingentilita della A110; offriva anche due posti posteriori di fortuna ed era destinata a ricevere l'eredità della A108 2+2, modello che riscosse uno scarso successo.
Era una vettura destinata a una clientela amante delle auto sportive dal prezzo contenuto. Aveva prestazioni brillanti, era divertente da guidare ma facile da controllare.

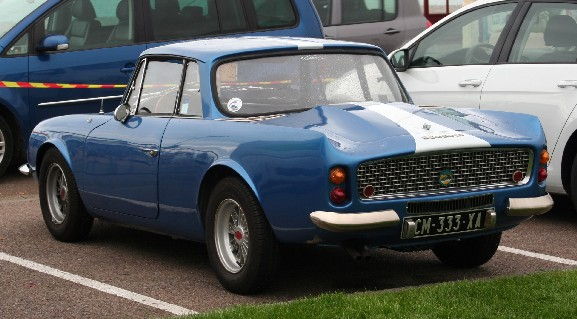
Vista posteriore di Un'Alpine A108 2+2, sfortunata antenata della GT4.

Presentata al Salone di Parigi, riprendeva le linee della 2+2 e ne correggeva alcune imperfezioni estetiche come, ad esempio, il disegno della coda che era considerato poco elegante; il problema fu risolto ridisegnando l'intera linea posteriore, rendendola meno pesante e meglio accordata alla forma slanciata della parte anteriore.
In pratica, le parentele con la A108 risiedevano solo nella somiglianza della carrozzeria: la GT4 era una vettura completamente nuova poiché il telaio e la meccanica erano mutuate direttamente dalla Renault 8 come nel caso della A110. La GT4, infatti, era anche conosciuta come A110 L, dove la lettera L stava per "lunga", per sottolineare l'allungamento di 16 cm del passo necessari per offrire due posti un po' più comodi rispetto a quelli offerti dalla A108 2+2. La GT4 era infatti la più lunga Alpine di serie prodotta, la prima a superare i 4 m di lunghezza.
La GT4 era inizialmente dotata del motore a 4 cilindri da 956 cm³ di cilindrata proveniente, come già accennato, dalla R8. Tale motore erogava 51 CV a 5100 giri/min e spingeva la vettura alla velocità massima di 155 km/h grazie alla struttura leggera e alla scocca in vetroresina.
Nel 1964, la GT4 ricevette il motore da 1108 cm³ della R8 Major e potenziato a 66 CV. Tale versione era denominata Versione 70 e la sua potenza massima era stata ottenuta mediante l'adozione di un carburatore maggiorato.
Nel 1965 vi fu un nuovo aggiornamento: con la Versione 100, il motore da 1.1 litri della GT4 fu ulteriormente potenziato a 95 CV a 6500 giri/min grazie a due carburatori doppio corpo;si adottò cioè il propulsore della R8 Gordini 1100.
La GT4 nel 1966  ricevette un nuovo motore da 1296 cm³ con due carburatori doppio corpo, in grado di garantire una potenza massima di 115 CV a 6800 giri/min. In questa configurazione, la velocità sfiorava i 220 km/h.
L'ultima evoluzione fu nel 1967; fu adottato il motore da 1255 cm³, in grado di erogare 105 CV, della R8 Gordini 1300,con potenza quindi inferiore rispetto al modello dell'anno precedente ma erogata in modo meno brutale per rendere più dolce la guida.,Come la A110 e la A108, anche la GT4 fu prodotta su licenza in altri Paesi, per esempio il Messico.
La GT4 fu tolta di produzione nel 1969 dopo essere stata venduta in appena 261 esemplari.